# Hôtel des Baignots
 (juin 2024).
Si vous disposez d'ouvrages ou d'articles de référence ou si vous connaissez des sites web de qualité traitant du thème abordé ici, merci de compléter l'article en donnant les références utiles à sa vérifiabilité et en les liant à la section « Notes et références ».
L'hôtel des Baignots est un ancien établissement thermal français situé dans la commune de Dax, dans le département des Landes. Ce bâtiment, dont une grande partie a été détruite, existe toujours au pied de la colline appelée Tuc d'Eauze.

## Historique

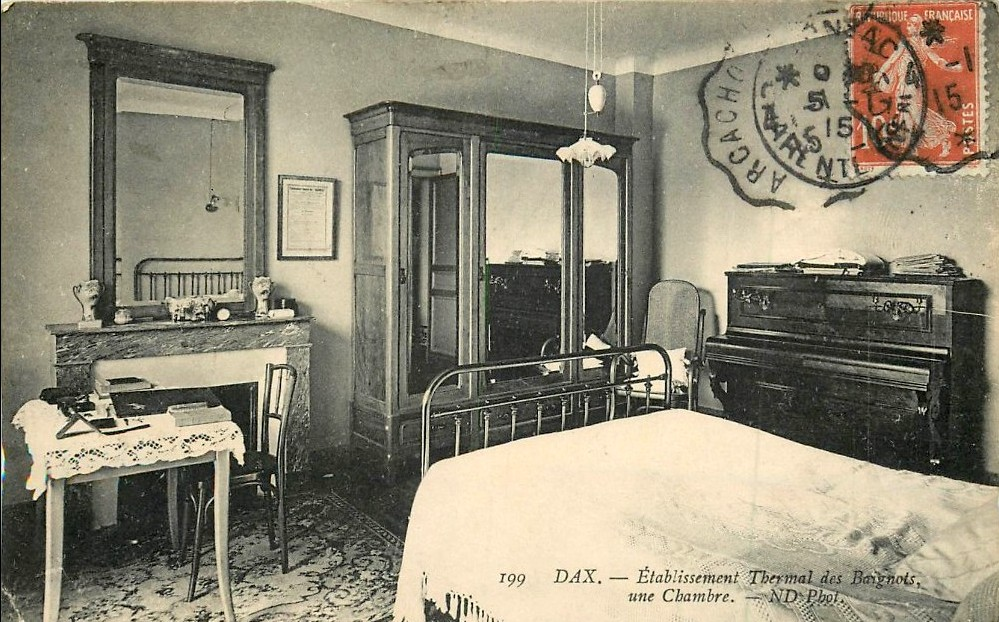
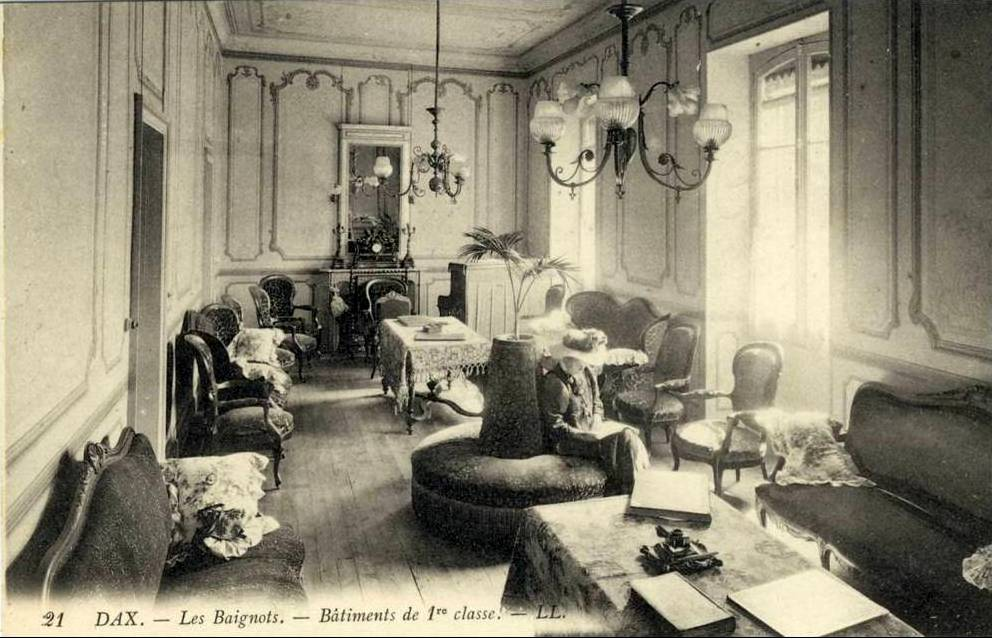
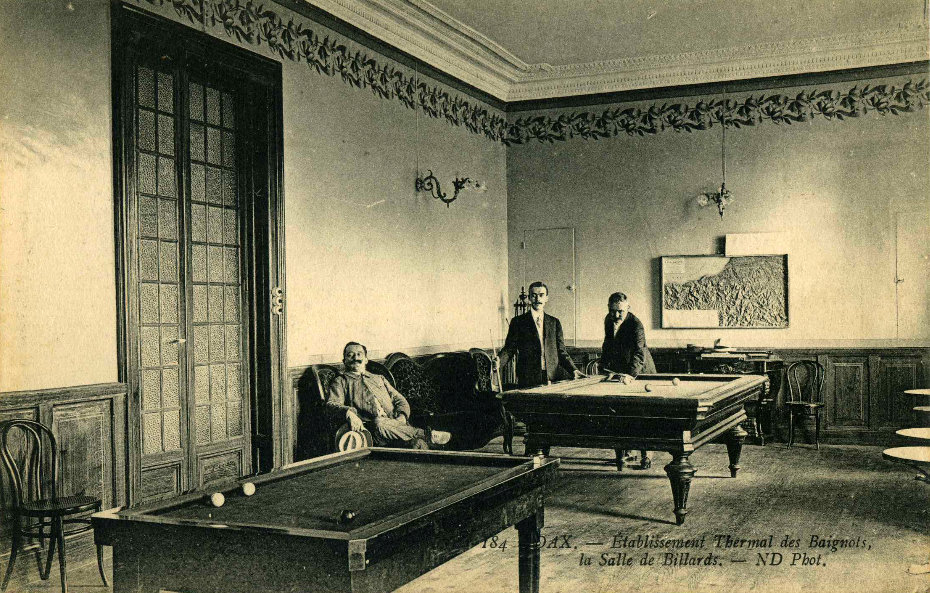

Cet établissement de bains est un des plus anciens de France. Eugène Dufourcet, un érudit dacquois du XIXe siècle, avait affirmé dans son ouvrage l'Aquitaine historique et monumentale qu’un hôpital pour les pèlerins de Saint-Jacques-de-Compostelle avait été fondé à l'emplacement de l'hôtel actuel, vers 1213. S'il est difficile de vérifier ce témoignage, on peut au moins s'en tenir à celui, beaucoup plus précis, d'André de la Serre. Ce document de 1568 constitue la toute première description écrite que l'on ait retrouvé au sujet des eaux naturelles des Baignots. Cependant, aucune de ces sources thermales, qui consistaient en de modestes trous d'eaux bourbeuse à ciel ouvert, n'étaient encore exploitées. Un modeste corps de logis, construit en 1724 à côté des bains, jettera les bases pionnières de cet établissement. L'installation balnéaire demeurera ainsi jusqu'au Second Empire.
L'exploitation fut véritablement prise en main à cette époque par Mme Françoise Garbay, Veuve Dulaurens. Elle porta en 1856 à la Préfecture des Landes une demande de reconnaissance d’intérêt public des sources. En vain, car cette réclamation a été classée à la suite d'une enquête, faute de confort, d’hygiène. Mais c'est surtout par manque de connaissances scientifiques suffisantes que l'on a refusé de distinguer ces sources d'une telle reconnaissance. L’établissement fut racheté par M. Marion, qui lui donna provisoirement son nom.
Les années 1870 marquent un tournant dans l'histoire thermale de Dax. Plusieurs médecins érudits, comme les docteurs Delmas-Marsalet ou Larauza, s'installent dans la cité pour y étudier les richesses hydrothermales. Devant le grand nombre de sources que compte la ville et leurs vertus, il devenait légitime d'envisager un usage thérapeutique de ces eaux et boues dans des établissements de premier ordre. C'est dans ce contexte propice à l'exercice d'un thermalisme moderne et éclairé, que les Baignots vont véritablement prendre leur essor. Cette transition débute en 1882, lorsque le docteur Raillard d'Ozourt prend la direction du modeste établissement. En 1886, il s’associe avec quelques éminentes figures locales pour fonder la Société Anonyme des Baignots. Il s’alliera par la suite avec le docteur Charles Lavielle. À la mort de ce dernier, en 1918, c'est son fils, Louis, qui lui succédera à la direction de l’établissement jusqu'en 1948.
Pour faire face au succès croissant qui entoure l’établissement des Grands Thermes de Dax depuis sa création par les docteurs Delmas et Larauza en 1876, la Société Anonyme des Baignots se lance dès 1888 dans une rénovation du vieil édifice du XVIIIe siècle qui se composait alors d'un assemblage de constructions hétérogènes. Ces rénovations successives s'échelonnent pour l'essentiel entre 1888 et 1901, (construction d'un pavillon en 1888, d'un hôtel en 1894, de bains à partir de 1897 d'après les plans d'Edmond Ricard), ce qui propulse l’hôtel et les thermes des Baignots au rang de premier établissement thermal de France faisant ainsi concurrence aux plus modernes stations du Second Empire jusqu'à la Belle Époque et les Années folles (1920). L'hôtel était équipé du téléphone, de l'électricité, du gaz, et des premiers ascenseurs de la ville : arguments prouvant le confort de l'établissement qui était à la pointe du progrès.

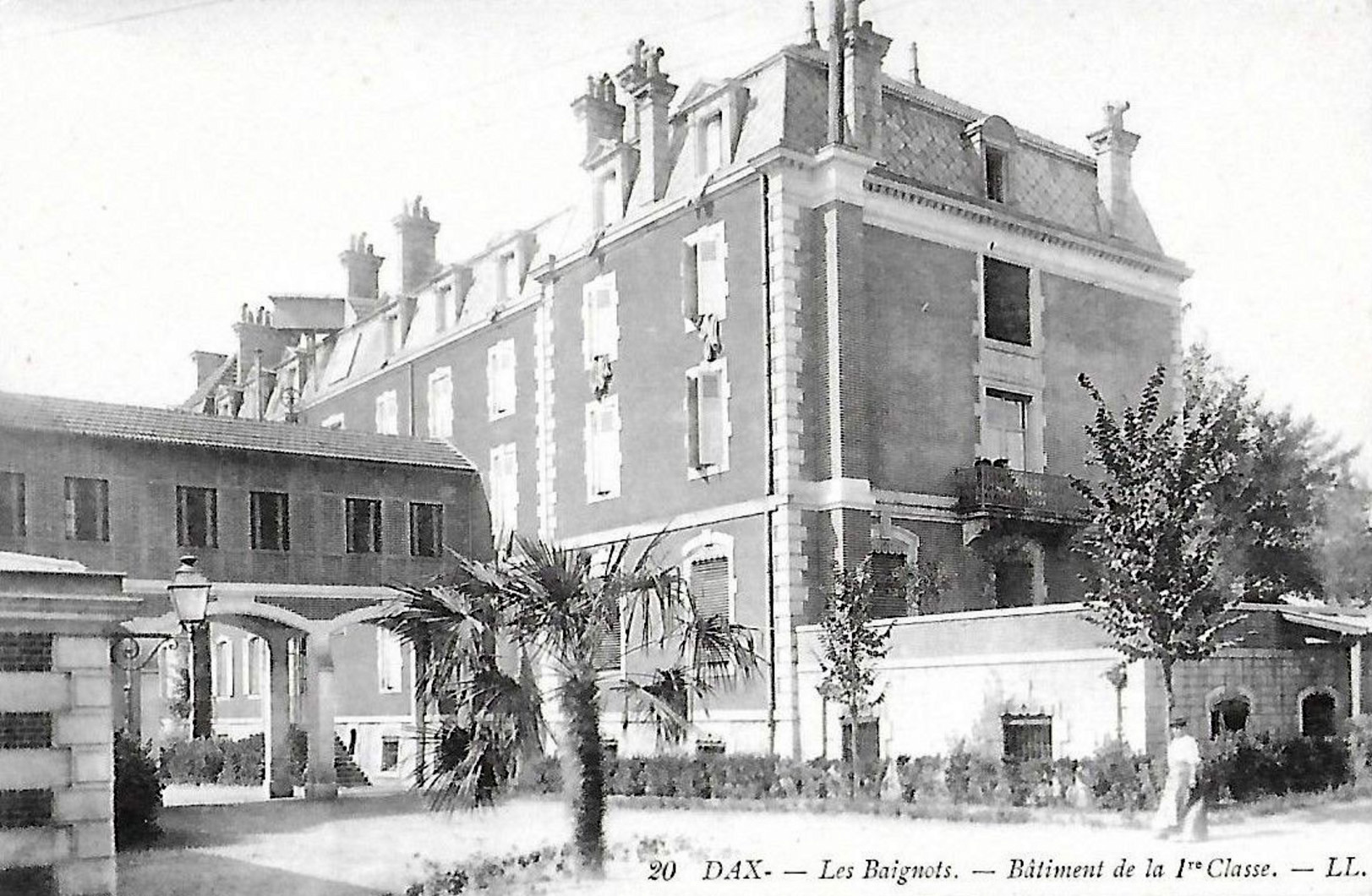
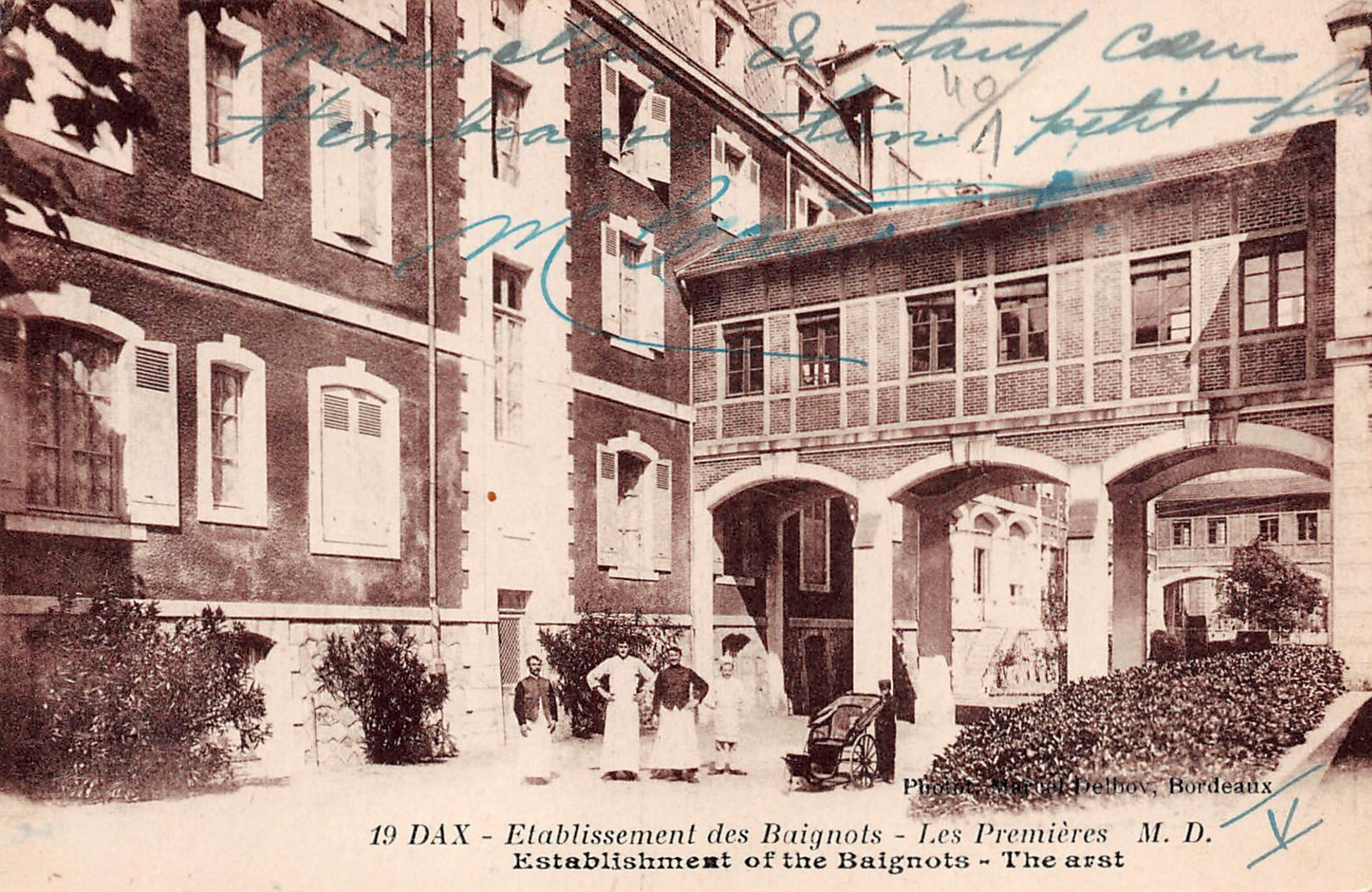
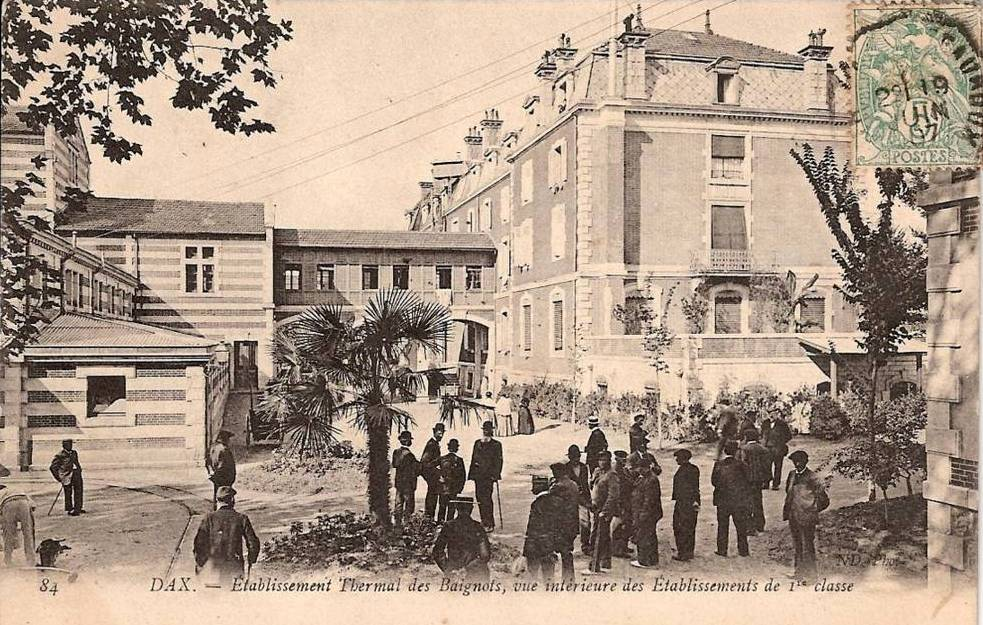

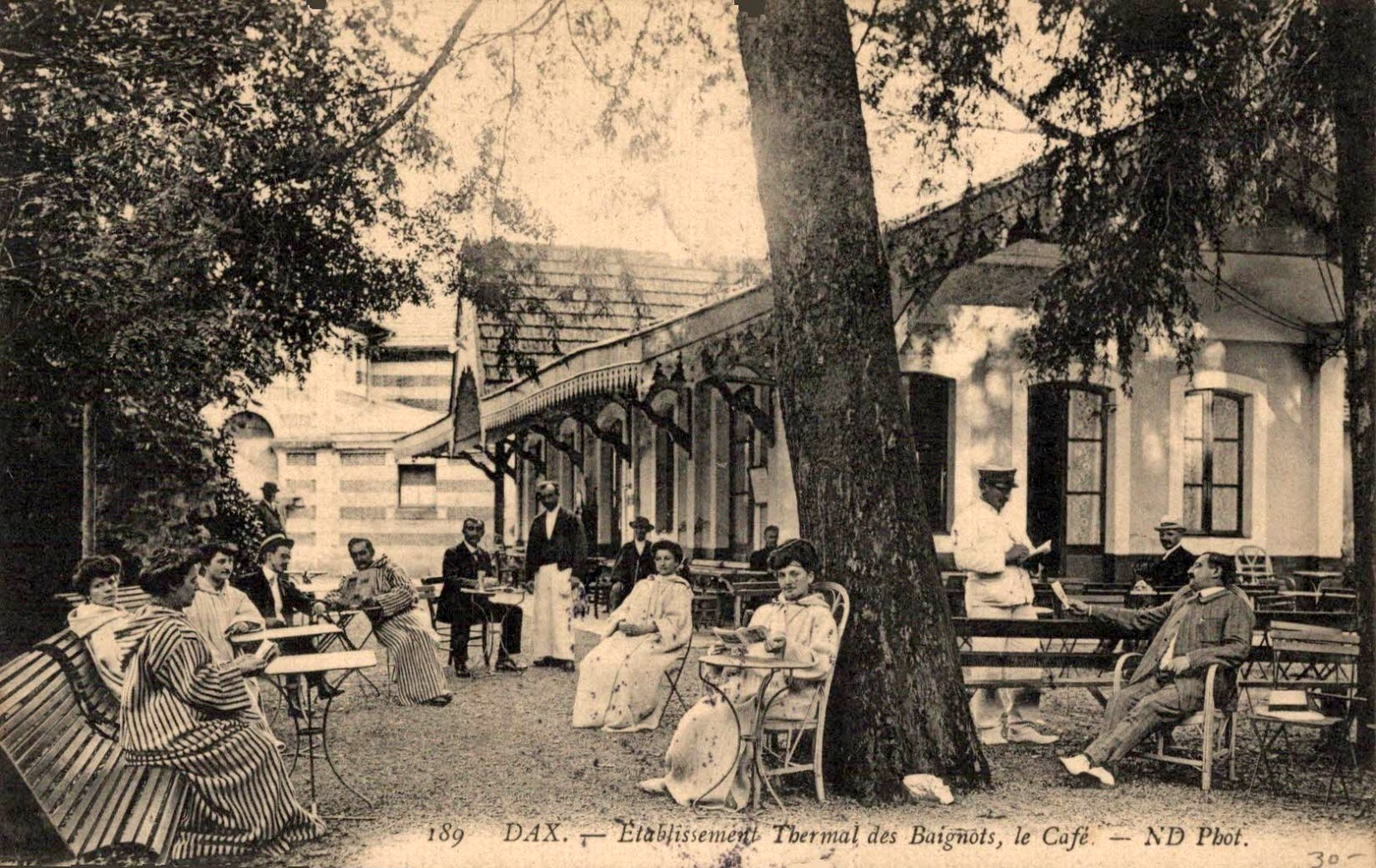
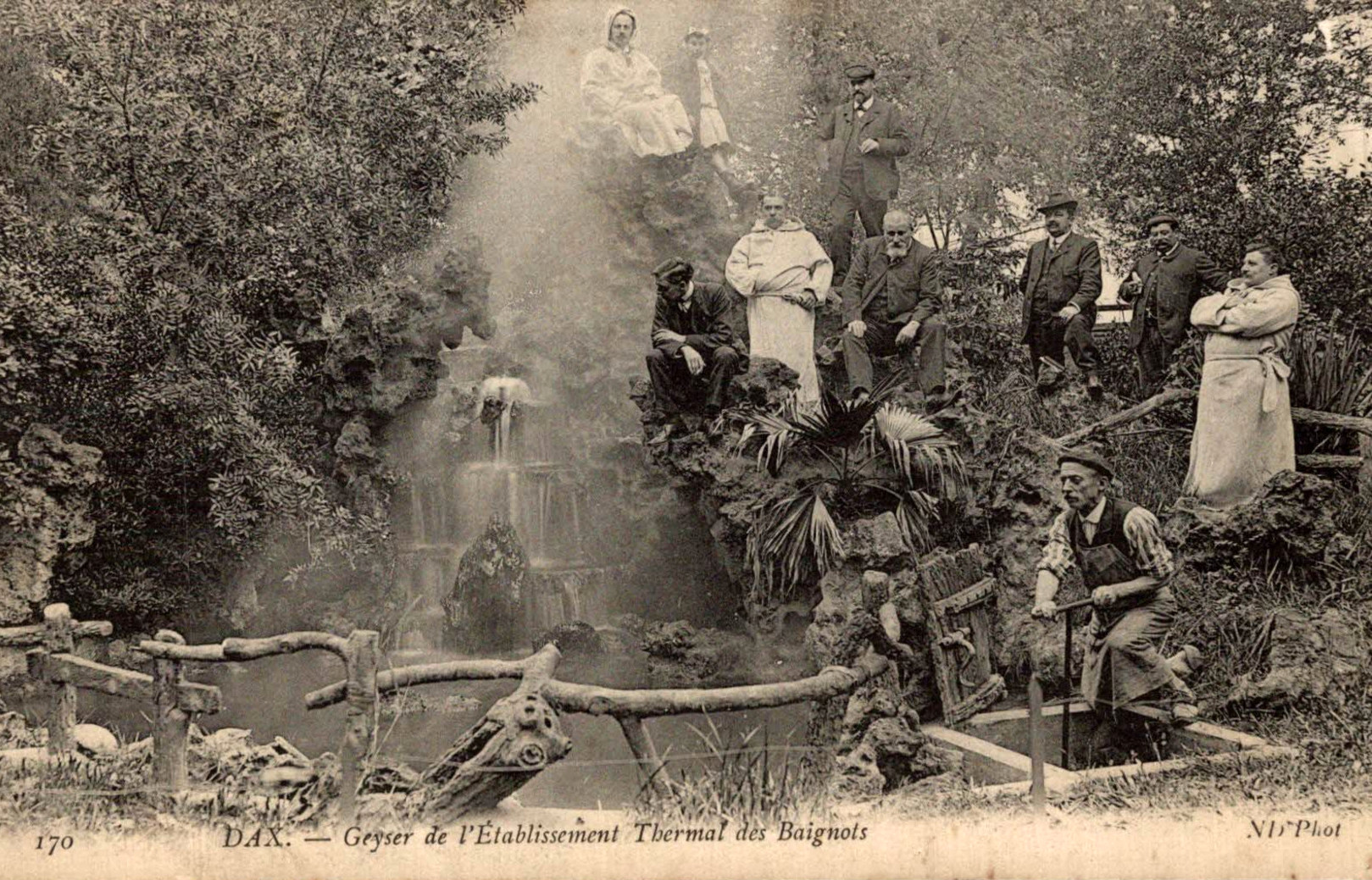
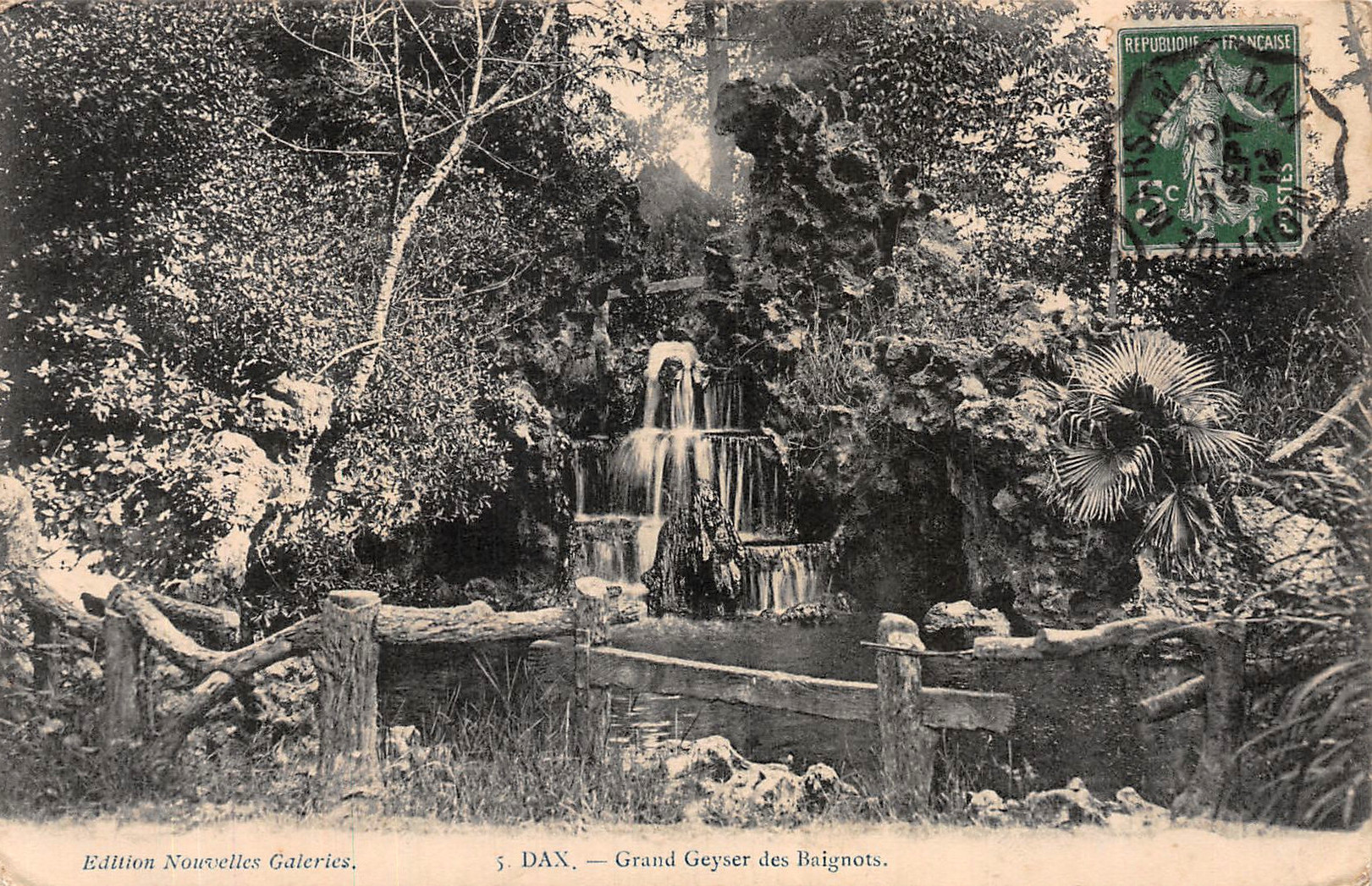

Des modifications seront apportées sous forme d'extensions à l'hôtel jusqu'en 1927 (la partie de la seconde classe de 1927 est l'œuvre de l'architecte Albert Pomade), année où il acquiert son aspect actuel (2005 -2006). Durant l'Occupation allemande, l'hôtel fut transformé en hôpital auxiliaire pour les troupes sous le nom de Orst-lazarett no 1, un état major allemand avait été installé dans les locaux de l'hôtel. Après la guerre, l’établissement a été complètement rénové à la suite de graves sinistres causés par l'occupant. En 1947 est construite la piscine non loin du bar où bon nombre de Dacquois ont appris à nager (première piscine publique de la Ville de Dax). Durant les années 1950, l'hôtel était surtout renommé pour son dancing très chic et prisé pour ses concours d'élégance ainsi que l'élection de la fameuse « Miss Ondine ». La création à cette époque du Sporting-Club des Baignots consacra l'image de marque de l'établissement. On trouvait entre autres un golf miniature et quatre courts de tennis dont on disait qu'ils se classaient parmi les meilleurs de la région. Le parc nouvellement agrandi et modifié était sans conteste l'un des endroits de promenade préféré des Dacquois. Tout ce qui a contribué à faire l’apogée de cet immense complexe thermal-hôtelier découle de ces transformations. Dans les années 1960, c'est Adrien Barthélémy qui prend la direction de l'hôtel, il fondera, après son départ de Dax en 1968, la Chaîne thermale du Soleil. Cet hôtel thermal de première classe de son temps fut le plus réputé de France, de par son luxe, ses installations et ses aménagements uniques. Les Baignots ont fermé leurs portes en 1992 (pour l'hôtel) et 2002 (pour les thermes).

## Les Baignots de nos jours

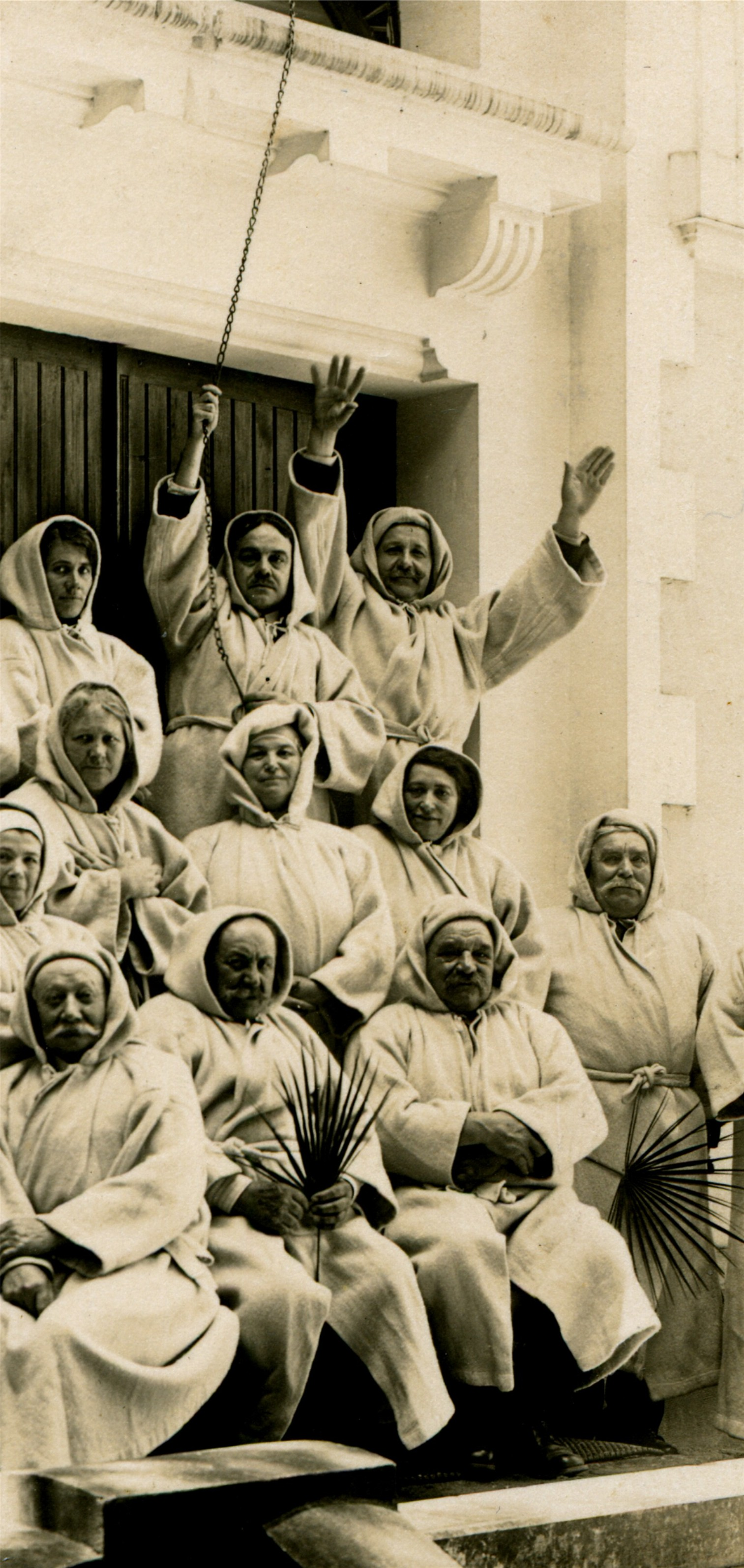
Baigneurs devant la chapelle des Baignots dans les années 1920

Durant les vingt années qui ont suivi sa fermeture, l'hôtel des Baignots n'a pas cessé d'être l'objet de dégradations et de polémiques en devenant un squat. On notera que sur l'ensemble des bâtiments et dépendances qui formaient autrefois ce grand ensemble balnéaire, seul le vieil hôtel a échappé à la démolition. Le souvenir de cet établissement subsiste encore dans la mémoire dacquoise. Il reste associé à un symbole de luxe, d'excellence et de confort en matière de cure thermale. 
En 2011, encore sous la menace d'une destruction intégrale, la question de la sauvegarde des Baignots se précise. Un ambitieux plan de réhabilitation est alors mis en place pour protéger l'édifice. Ce projet prévoyait de reconvertir l'ensemble du vieil hôtel des Baignots en résidence tout en assurant une restauration complète du bâtiment au caractère historique et architectural remarquable. Après deux ans de travaux, l'immeuble a été entièrement réhabilité pour permettre la création de 55 appartements. La résidence des Baignots est habitée depuis février 2014.

## Images de marque et symboles associés de l’Établissement des Baignots
La particularité, qui a fait la renommée des Baignots, est la création d'un parc naturel composé de plantes exotiques, situé au pied de la colline où les sources débitent une eau de l'ordre de 64 °C. Des forages habilement habillés de rocailles donnent l'impression de véritables geysers. Au début du XXe siècle, le parc des Baignots avec son café et ses geysers se présente comme la promenade la plus agréable de la « première cité thermale de France ».
En plus des geysers, le palmier fait partie de l'imagerie associée à l’établissement. On en trouvait beaucoup dans le parc. Une tradition unique s'était d'ailleurs développée autour de ce symbole dans les années 1920. On faisait poser les curistes, au cours de leur saison, devant la chapelle des Baignots avec une palme. Vêtus de leurs burnous, semblables à des pénitents en prière, ces derniers exhibaient fièrement les rameaux de palmier en signe d’allégresse et de foi en la guérison. Cet insolite rituel photographique a laissé bon nombre de clichés amusants qui ont contribué à forger l'image de marque que l'on associe aux cures thermale des Baignots.
Parmi les plus grandes personnalités de l'époque qui sont venues prendre les eaux et les boues ou rendre une visite officielle, on recense : la reine Marie-Anne de Neubourg d’Espagne en 1712, Félix Nadar (photographe), Pierre Benoit (écrivain), Félix Vallotton (peintre), Sacha Guitry (dramaturge, réalisateur, écrivain), Fernande Sadler (peintre), Henry Calvin (acteur) et beaucoup d'aristocrates français ou étrangers. Il faut aussi mentionner les nombreuses personnalités militaires et diplomatiques dont quelques grands hommes politiques comme Fallières, Clemenceau, Poincaré ou encore, le Général de Gaulle.

## Sources
(août 2014).
- Adrien Blanchet - « Les Passages de la Reine d'Espagne à Dax en 1714 », Bull. Soc. Borda, 1906, 3e tri., p. 181-184.
- Dr Barthe de Sandfort, Dax pittoresque et thermal, 1877.
- Dr Dufau, Eaux thermales de Dax, 1759.
- Dr Lavielle, Guide médical du baigneur à Dax, 1886.
- Hector Serres - « Chronique Dax-Thermal », in Dax-Thermal (Journal de propagande de l'Et des Baignots), ca 1895. Archives de la Société de Borda, cote LA056.
- Jean Thore et R. Meyrac, Notice sur les Eaux et Boues Thermales de Dax (suite), in Cahier du Journal des Mines, vol. no 24, juillet 1808, p. 467-474.
- Jean Thore et R. Meyrac, Mémoire sur les Eaux Thermales de Dax, 1809, p. 21, d'après H. Serres.